# كاثرين آدامز دوتي
كاثرين آدامز دوتي (بالإنجليزية: Kathryn Adams Doty)‏ (15 يوليو 1920، نيو أولم في الولايات المتحدة - 14 أكتوبر 2016، مانكاتو في الولايات المتحدة)؛ كاتِبة، عالمة نفس، ممثلة وروائية أمريكية.

## روابط خارجية
- كاثرين آدامز دوتي على موقع IMDb (الإنجليزية)
- كاثرين آدامز دوتي على موقع قاعدة بيانات الأفلام السويدية (السويدية)
- كاثرين آدامز دوتي على موقع قاعدة بيانات الفيلم (الإنجليزية)
- كاثرين آدامز دوتي على موقع كينوبويسك (الروسية)